# Suillus acerbus
Suillus acerbus är en svampart som beskrevs av Alexander Hanchett Smith och Harry Delbert Thiers 1964. Suillus acerbus ingår i släktet Suillus och familjen Suillaceae.   Inga underarter finns listade i Catalogue of Life.